# Hebe Uhart
Hebe Uhart (Moreno, 2 dicembre 1936 – Buenos Aires, 12 ottobre 2018) è stata una scrittrice argentina.
Ha studiato filosofia all'Università di Buenos Aires.
Ha pubblicato numerose raccolte di racconti tra cui Relatos reunidos del 2010 pubblicato da Alfaguara.
In Italia Calabuig ha pubblicato nel 2015 il racconto lungo Traslochi.
Ha vinto il Premio Konex, Diploma al Mérito due volte, "Cuento: quinquenio 1999-2003" e "Cuento: quinquenio 2004-2008"

## Opere
- Dios, San Pedro y las almas (1962)
- Epi, Epi, Pamma sabhactani (1963)
- La gente de la casa rosa (1970)
- La elevación de Maruja (1974)
- El budín esponjoso (1976)
- La luz de un nuevo día (1983)
- Camilo asciende (1987)
- Memorias de un pigmeo (1992)
- Mudanzas (1995)
  - Traduzione italiana a cura di Maria Nicola: Traslochi, Calabuig, 2015. ISBN 978-889-906-604-8
- Guiando la hiedra (1997)
- Señorita (1999)
- Del cielo a casa (2003)
- Camilo asciende y otros relatos (2004)
- Turistas (2008)
- Relatos reunidos (2010)
- Viajera crónica (2011)